# 渡辺一樹
渡辺 一樹（わたなべ かずき、1990年10月2日 - ）は、山梨県甲府市出身のオートバイレーサー。

## 経歴
2004年、13歳の時よりオートバイに乗り始める。2006年にヤマハ・TZ250を駆り、Team Danke Racingから筑波サーキットの地方選手権に参戦（第2-4戦で3連勝・年間2位）。
翌2007年、同チームより全日本ロードレース選手権GP250クラスに参戦を開始。初年度はシリーズランキング11位。
翌2008年はRACING TEAM森のくまさん 佐藤塾から参戦。第2戦筑波で初表彰台（3位）に立ちシリーズ8位と成績を伸ばした。またこの年のロードレース世界選手権第15戦日本GP250ccクラスにはワイルドカード枠でエントリーしたが、日曜朝のウォームアップ走行で転倒・負傷してしまい、決勝レースを走ることは叶わなかった。
2009年はCOLT&SJ-Rに移籍。全日本では3位に3回、2位に1回入る活躍を見せ、シリーズ4位を記録した。この年の日本GPにもワイルドカードで出場し、14位で完走しポイント獲得を果たした。
2010年はバーニングブラッドレーシングから全日本ロードレース選手権J-GP2クラスに参戦する予定であったが、不況等の影響で開幕直前に取りやめとなってしまった。シーズン前半はどのレースにも出場できない状況が続いたが、ロードレース世界選手権第13戦アラゴンGP以降はホンダの支援を得て、Moto2クラスのレーシング・チーム・ジャーマニーからアルネ・トーデに代わりシーズン残りを戦うこととなった。しかしポイント圏外でのフィニッシュが続いたことから、来シーズン以降の参戦枠確保のためにどうしてもポイント獲得が必要なチームは終盤2戦を残して渡辺を解雇、代わりにスペインのカルメロ・モラレスを起用することとなった。
2011年シーズンは、スペイン選手権(CEV)のMoto2クラスに参戦を目指し、Vector Racing チームと契約を結んだ。マシンは前年のGPでトーマス・ルティが使用したモリワキ・MD600を使用する予定だったが、参戦は実現せず、事実上1年間浪人生活を送る。その間、プロモーションの一環として、ネットラジオ等に出演
2012年シーズンはRS-ITOH&ASIAより全日本ロードレース選手権J-GP2クラス参戦。同クラスシリーズチャンピオン獲得。
2013年シーズンはTEAM GREENより柳川明との2台体制で全日本JSB1000クラスに参戦。シリーズランキング7位。
2014年第2戦オートポリスではJSB1000自身初のポールポジションを獲得（タイム:1'47.657）。決勝3位。
また、「2014 FIM世界耐久選手権シリーズ“コカ・コーラ ゼロ” 鈴鹿8時間耐久ロードレース 第37回大会」、通称“8耐”に、カワサキ直系としては13年ぶりに「チームグリーン」が復活し、同チームより柳川明、藤原克昭と共に参戦。前日に行われたトップ10トライアル予選では、2分7秒752をマークして4番手グリッドを獲得。豪雨の中、1時間以上のスタートディレイで行われた決勝日、スタートから安定した走行で柳川が6番手でつなぐ。続く渡辺がハーフウエットの微妙なコンディションの中を追い上げて2位に浮上するもこの直後にコース全体が豪雨となりドライタイヤの渡辺も大きく減速。セーフティファーストの走行に切り替えてピットまで戻ろうとしていたが、残り半周となったヘアピンでハイサイドを起こし転倒を喫した。すぐにマシンを起こしあげ、ピットに戻ってきたが右サイドに損傷があり、7分以上のビハインドとなり、ライダーは藤原に交代。藤原は豪雨の中でのマシンチェックから低速走行でラップすることを強いられ、再調整のために再びピットに戻る。この間に20番手以下へ大きく順位を落としながらも再び戦列復帰。柳川は2分14秒台のペースで周回し、午後7時30分のチェッカーとなった。合計167ラップ。トップからは5ラップ遅れとなったものの、13年ぶりの8耐復帰を完走で終えた（予選4位、決勝12位）。
2014年シリーズランキング7位。
2015年シリーズランキング3位。鈴鹿8耐では、TOP10トライアル予選で2'06.287をマークし、2番グリッドを獲得。決勝は9位。
2016年シリーズランキング6位。鈴鹿8耐では、2位で表彰台に上った。
2016シーズンをもって4年間在籍したTeamGREENを離脱することを自身のブログで発表した。
2017シーズンよりイタリアを拠点とするプライベートチーム「Team Go Eleven Kawasaki」よりスーパースポーツ世界選手権（WSS）にフル参戦することが決まった。マシンはKawasaki Ninja zx6r。
2018年、ヨシムラスズキMOTULより全日本ロードレース選手権に参戦。シリーズランキング7位。
2019年シリーズランキング5位。
2020年、YOSHIMURA SERT Motulより第4ライダー兼開発ライダーとしてEWCに参戦。全日本ロードレース選手権にスポット参戦。
2020年MFJ 全日本ロードレース選手権シリーズ第1戦にてSUGOラウンドRace2で3位。最終戦鈴鹿ラウンドRace1、Race2で3位表彰台を獲得。
2021年、YOSHIMURA SERT Motulより第4ライダー兼開発ライダーとしてEWCに参戦。全日本ロードレース選手権にスポット参戦。
2021年MFJ全日本ロードレース選手権第1戦ツインリンクもてぎRace1で3位表彰台獲得。Race2で2位表彰台獲得。
2022年、YOSHIMURA SUZUKI RIDEWIN（監督：加賀山就臣）より全日本ロードレース選手権にフル参戦。年間ランキング2位。
鈴鹿8耐ではYOSHIMURA SERT Motulより参戦。予選22位より決勝では3位となり表彰台獲得。
MotoGPサンマリノGPでジョアン・ミル選手の代役として参戦を発表。希望ゼッケンの際に選択している「26」を反対にした「92」をゼッケンとして、21位で完走。
FIM世界耐久選手権（EWC）第4戦ボルドール24時間ロードレースに参戦。マシントラブルによりリタイア。年間ランキング2位。
2022年末をもってヨシムラとの契約を満了。
2023年はTeam Kawasaki Webike TrickstarよりFIM世界耐久選手権（EWC）にフル参戦することを発表。年間ランキング6位。このシーズンをもってチームを離脱。
2024年は全日本ロードレース選手権2&4でTOHOレーシングよりスポット参戦したが、決勝リタイア。。
また、FIM世界耐久選手権（EWC）にTeam Étoileより、ル・マン、スパ、ボルドールの3戦に参戦を予定してたが、ル・マンはけがのため欠場となった。。スパではSSTクラスのポールポジションを獲得。クラス6位。最終戦ポール・リカール（ボルドール）では開始19時間後にエンジントラブルのためリタイア。シーズンランキングSSTクラス５位。
鈴鹿8耐ではTOHO RACINGより参戦。予選11位より決勝では7位。
2025年はFIM世界耐久選手権（EWC）にTeam Étoileより全4戦に参戦を発表。

## 主なレース戦績

### FIM Endurance World Championship 2023
|                 | 24 HEURES MOTOS | 24H SPA EWC MOTOS | SUZUKA 8 HOURS | BOL D'OR | Toal  |
| --------------- | --------------- | ----------------- | -------------- | -------- | ----- |
| 順位(ewc class) | 8               | 5                 | 12             | ５       | 6     |
| ポイント        | 23              | 33                | 9              | 41.5     | 106.5 |

### 全日本ロードレース選手権
| シーズン | クラス  | バイク            | ポイント | シリーズ順位         |
| -------- | ------- | ----------------- | -------- | -------------------- |
| 2007年   | GP250   | ヤマハ・TZ250     | 23       | 11位                 |
| 2008年   | GP250   | ヤマハ・TZ250     | 46       | 8位                  |
| 2009年   | GP250   | ヤマハ・TZ250     | 62       | 4位                  |
| 2012年   | J-GP2   | カワサキ・ZX-6R   | 129      | 1位                  |
| 2013年   | JSB1000 | カワサキ・ZX-10R  | 50       | 7位                  |
| 2014年   | JSB1000 | カワサキ・ZX-10R  | 119      | 7位                  |
| 2015年   | JSB1000 | カワサキ・ZX-10R  | 135      | 3位                  |
| 2016年   | JSB1000 | カワサキ・ZX-10R  | 126      | 6位                  |
| 2018年   | JSB1000 | SUZUKI GSX-R1000  | 156.5    | 7位                  |
| 2019年   | JSB1000 | SUZUKI GSX-R1000  | 186      | 5位                  |
| 2020年   | JSB1000 | SUZUKI GSX-R1000  | 66       | 14位（スポット参戦） |
| 2021年   | JSB1000 | SUZUKI GSX-R1000R | 36       | 15位（スポット参戦） |
| 2022年   | JSB1000 | SUZUKI GSX-R1000R | 221      | 2位                  |

### 全日本ロードレース選手権　2022年
|          | もてぎ1 | もてぎ2 | 鈴鹿1 | 鈴鹿2 | AP1 | AP2 | 菅生1 | 菅生2 | AP | 岡国 | 鈴鹿1 | 鈴鹿2 | 鈴鹿3 |
| -------- | ------- | ------- | ----- | ----- | --- | --- | ----- | ----- | -- | ---- | ----- | ----- | ----- |
| 順位     | 2       | 3       | 2     | 2     | 3   | 3   | 4     | 5     | 2  | -    | 2     | 2     | 2     |
| ポイント | 20      | 16      | 20    | 20    | 16  | 16  | 13    | 11    | 20 | 0    | 23    | 23    | 23    |

### ロードレース世界選手権
| シーズン | クラス | チーム                           | バイク   | 出走 | 優勝 | 表彰台 | PP | FL | ポイント | シリーズ順位 |
| -------- | ------ | -------------------------------- | -------- | ---- | ---- | ------ | -- | -- | -------- | ------------ |
| 2008年   | 250cc  | RT森のくまさん佐藤塾             | ヤマハ   | 1    | 0    | 0      | 0  | 0  | 0        | -            |
| 2009年   | 250cc  | Bardral RACING with SJ-R         | ヤマハ   | 1    | 0    | 0      | 0  | 0  | 2        | 27位         |
| 2010年   | Moto2  | レーシング・チーム・ジャーマニー | スッター | 4    | 0    | 0      | 0  | 0  | 0        | -            |
| 2022年   | MotoGP | チーム・スズキ・エクスター       | スズキ   | 1    | 0    | 0      | 0  | 0  | 0        | 28位         |
| 合計     |        |                                  |          | 7    | 0    | 0      | 0  | 0  | 2        |              |

### 鈴鹿8時間耐久ロードレース
| 開催年 | バイク            | チーム                         | パートナー                              | 総合順位 |
| ------ | ----------------- | ------------------------------ | --------------------------------------- | -------- |
| 2014年 | カワサキ・ZX-10R  | Team GREEN                     | 柳川明/藤原克昭                         | 12位     |
| 2015年 | カワサキ・ZX-10R  | Team GREEN                     | 柳川明/ハジ・アハマッド・ユディスティラ | 9位      |
| 2016年 | カワサキ・ZX-10R  | Team GREEN                     | 柳川明]/レオン・ハスラム                | 2位      |
| 2017年 | カワサキ・ZX-10RR | teamJP,DFR&RS-ITOH             | M.AITCHISON/新庄雅浩                    | 46位     |
| 2018年 | Suzuki GSX-R1000  | S-PULSE DREAM RACING・IAI      | 生形秀之/T.BRIDEWELL                    | 4位      |
| 2019年 | Suzuki GSX-R1000R | YOSHIMURA SUZUKI Motul RACING  | Sylvain Guintoli/加賀山 就臣            | 5位      |
| 2022年 | Suzuki GSX-R1000R | YOSHIMURA SERT Motul RACING    | Gregg Black                             | 3位      |
| 2023年 | カワサキ・ZX-10RR | Team Kawasaki Webike Trickstar | Randy de Puniet/Grégory LEBLANC         | 12位     |
| 2024年 | ホンダCBR1000RR-R | TOHO RACING                    | 清成龍一/榎戸育寛                       | 7位      |